# أفشين
الأفْشِين لقبٌ أطلق، قبل الإسلام، على أمَراء بلاد أشْرُوسنَة بأواسط آسيا.
وآخرُ من لُقِّب به حيدر بن كاوس، وهو أحد قادة جيش الخليفة المعتصم العبَّاسيّ، وقد بلغ ذروة مجده بعد أن أخمد ثورة الخُرّميَّة التي أثارها بابَك الخُرّمي. 
قال أبو تمَّام في قصيدة يمدح بها الخليفة المعتصم:
وقد اتُّهم الأفشين بالزندقة، وحكم عليه بالسجن، ومات في أواخر سنة 226 هجري.

## المصدر
1. ↑   الأفْشِين - المعجم الكبير، مجمع اللغة العربية، القاهرة